# Epalpus flavicans
Epalpus flavicans là một loài ruồi trong họ Tachinidae.